# Изчислителна теория
Изчислителна теория, наричана още рекурсивна теория, е клон на математическата логика, който произхожда от 30-те на 20 век с изследването на изчислимите функции и степени на Тюринг. Полето се разширява и включва общата изчислимост и определимост. В тези области рекурсивната теория се пресича с теория на доказателството и ефективната дескриптивна теория на множествата.
|  | Тази страница частично или изцяло представлява превод на страницата Computability theory в Уикипедия на английски. Оригиналният текст, както и този превод, са защитени от Лиценза „Криейтив Комънс – Признание – Споделяне на споделеното“, а за съдържание, създадено преди юни 2009 година – от Лиценза за свободна документация на ГНУ. Прегледайте историята на редакциите на оригиналната страница, както и на преводната страница, за да видите списъка на съавторите. ВАЖНО: Този шаблон се отнася единствено до авторските права върху съдържанието на статията. Добавянето му не отменя изискването да се посочват конкретни източници на твърденията, които да бъдат благонадеждни. |